# Seymour Duncan
Pour les articles homonymes, voir Duncan.
 (septembre 2024).
Si vous disposez d'ouvrages ou d'articles de référence ou si vous connaissez des sites web de qualité traitant du thème abordé ici, merci de compléter l'article en donnant les références utiles à sa vérifiabilité et en les liant à la section « Notes et références ».

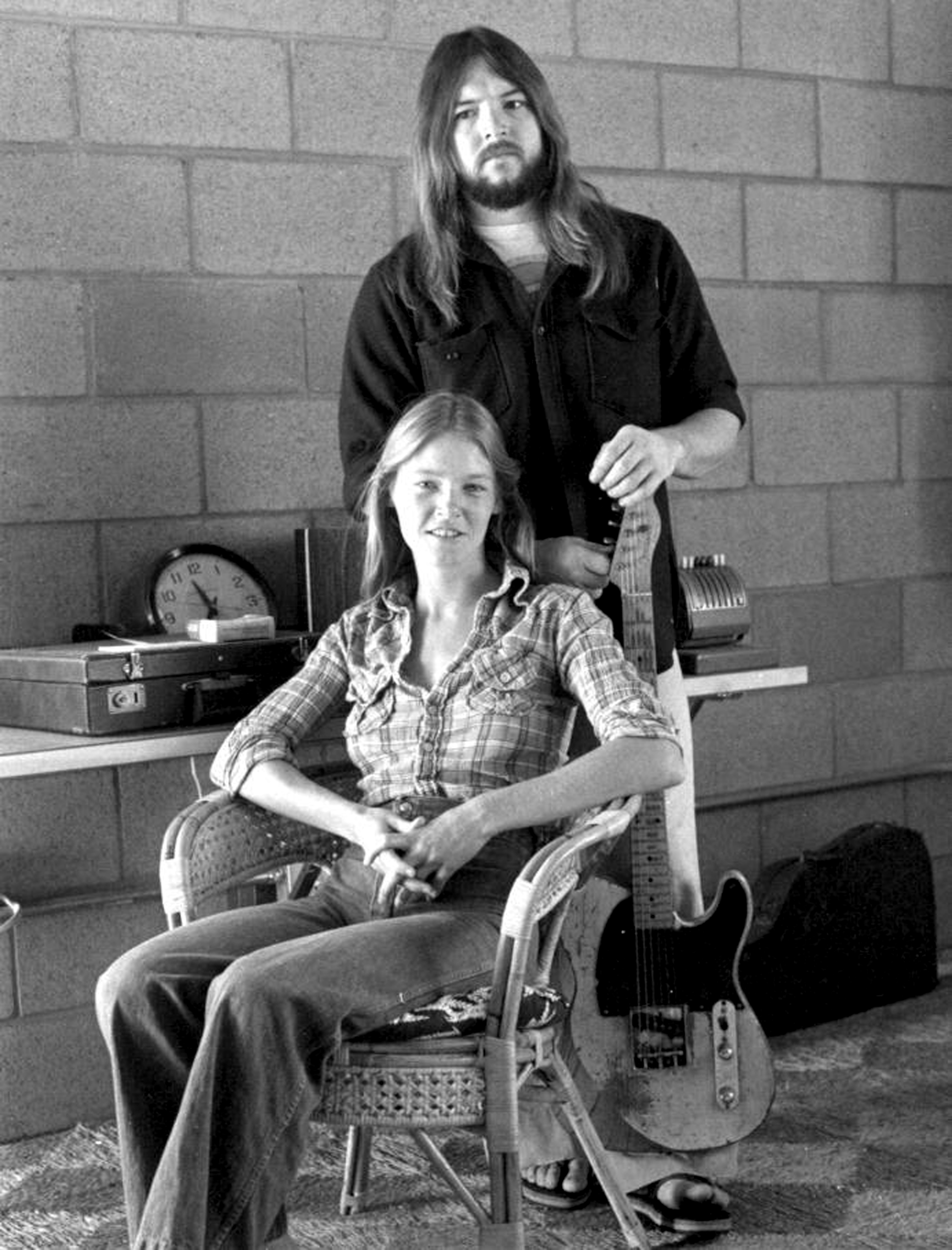
Seymour Duncan.

Seymour Duncan est une marque de micros pour guitares et basses, qui a été fondée en 1976 par le guitariste Seymour W. Duncan, originaire du New Jersey aux États-Unis.
L'entreprise de Seymour Duncan est une des leaders du marché international dans la vente de micros depuis 30 ans, et est située à Santa Barbara en Californie. Seymour Duncan a consacré la majeure partie de sa vie à construire des micros qui font le son des différentes scènes musicales de nos jours.
Ces différents choix de micros (plus d'une centaine) sont aussi bien destinés à un usage amateur que professionnel. Tous ces micros sans exception sont fabriqués à la main par des experts.
On lui doit des micros pour guitare tels que les micros double bobinage ou humbucker Jazz, JB (Jazz/Blues, fait originellement pour le guitariste britannique Jeff Beck) et Trembucker, ainsi que les Hot et Cool Rails, micros double bobinage au format et à la taille d'un micro simple bobinage, qui sont définitivement rentrés dans le panthéon du micro pour guitare compte tenu de leurs qualités et de leur notoriété auprès du public concerné. 
La fameuse Gibson Les Paul de Slash guitariste des Guns N' Roses n'est pas équipée de micros Gibson mais d'une paire de humbucker Seymour Duncan (pro-humbucker Alnico 2).

## Fender Custom Shop Seymour Duncan Signature Esquire
Le Custom Shop du pionnier californien des guitares électriques Fender sortit en 2003 une copie exacte de la Fender Esquire personnelle du guitariste, fabriquée en 1954, équipée d'un micro chevalet Broadcaster "Duncan Designed" conçu par Seymour lui-même. Cette guitare propose un corps plein (solid-body) en frêne léger au coloris 2-colour sunburst avec une finition vernie en laque de nitrocellulose (thin-skin nitrocellulose lacquer) et un manche en érable moucheté à 21 cases, une plaque blanche simple pli et des mécaniques Gotoh/Kluson traditionnelles. Chaque étape de la conception de la guitare est personnellement supervisée par Seymour, y compris le câblage spécial qu'il a réalisé sur chacune de ses guitares. Le vernis cellulosique utilisé, a été appliqué en couches très fines, y compris sur le manche.